# Istanbul Open
Istanbul Open, oficiálně se jménem sponzora TEB BNP Paribas Istanbul Open, byl profesionální tenisový turnaj mužů konaný v turecké metropoli Istanbulu, jakožto první turecká událost v historii ATP Tour.
Na túře ATP se turnaj konal od sezóny 2015 v rámci  kategorie ATP World Tour 250. Probíhal na přelomu dubna a května na otevřených antukových dvorcích areálu Koza World of Sports, sídle největší tenisové akademie na světě. Ukončen byl po čtyřech ročnících v roce 2018.

## Historie
Již v roce 1975 se uskutečnil jediný ročník turnajového předchůdce nazvaného Turkey Open, probíhajícího na okruhu Grand Prix. Jeho vítězem se stal Colin Dowdeswell z Rhodesie. V sezóně 2015 byl založen istanbulský turnaj zařazený do 17. týdne kalendáře ATP Tour. Pořadatelem se stala společnost Istanbul Kupasi Tenis Isletmecilik Turizm A.S., patřící do rodiny Garanti Koza, a hlavním sponzorem pak TEB BNP Paribas.
Do soutěže dvouhry nastupovalo dvacet osm hráčů a čtyřhry se účastnilo šestnáct párů. Celková dotace k roku 2018 činila 486 145 dolarů. Centrální dvorec měl zatahovací střechu a kapacitu 8 000 diváků. Do dalších dvou antukových arén se vtěsnalo až 9 500 návštěvníků. Tenisová akademie disponovala 15 antukovými dvorci a 20 kurty s tvrdým povrchem pod otevřeným nebem. Dalších 28 dvorců s tvrdým povrchem bylo krytých.
V roce 2017 se druhou tureckou událostí mužského okruhu stal travnatý Antalya Open. Istanbul hostil také ženský turnaj okruhu WTA Tour Istanbul Cup.

## Přehled finále

### Dvouhra
| Rok  | vítěz             | finalista       | výsledek                |
| ---- | ----------------- | --------------- | ----------------------- |
| 2015 | Roger Federer     | Pablo Cuevas    | 6–3, 7–6(13–11)         |
| 2016 | Diego Schwartzman | Grigor Dimitrov | 6–7(5–7), 7–6(7–4), 6–0 |
| 2017 | Marin Čilić       | Milos Raonic    | 7–6(7–3), 6–3           |
| 2018 | Taró Daniel       | Malek Džazírí   | 7–6(7–4), 6–4           |

### Čtyřhra
| Rok  | vítězové                        | finalisté                        | výsledek         |
| ---- | ------------------------------- | -------------------------------- | ---------------- |
| 2015 | Radu Albot Dušan Lajović        | Robert Lindstedt Jürgen Melzer   | 6–4, 7–6(7–2)    |
| 2016 | Flavio Cipolla Dudi Sela        | Andrés Molteni Diego Schwartzman | 6–3, 5–7, [10–7] |
| 2017 | Roman Jebavý Jiří Veselý        | Tuna Altuna Alessandro Motti     | 6–0, 6–0         |
| 2018 | Dominic Inglot Robert Lindstedt | Ben McLachlan Nicholas Monroe    | 3–6, 6–3, [10–8] |